# Carsten Gansel
Carsten Gansel (* 21. November 1955 in Güstrow) ist ein deutscher Literaturwissenschaftler und Hochschullehrer. Er war Professor für Neuere Deutsche Literatur und Germanistische Literatur- und Mediendidaktik an der Universität Gießen.

## Werdegang
Nach dem Abitur, das Carsten Gansel 1974 mit „Auszeichnung“ abschloss, studierte er 1974 bis 1978 Germanistik, Slawistik und Pädagogik, danach absolvierte er ein Forschungsstudium der Germanistischen Literaturwissenschaft und wurde 1981 an der Pädagogischen Hochschule „Liselotte Herrmann“ Güstrow promoviert. Nach der Promotion leistete er von November 1981 bis April 1983 seinen Grundwehrdienst. 1983 bis 1986 war er unbefristeter wissenschaftlicher Assistent im Bereich Deutsche Literatur an der Pädagogischen Hochschule Güstrow. 1985 erhielt Gansel die facultas docendi – Lehrbefähigung für das Fach Geschichte der Deutschen Literatur. Die B-Promotion / Habilitation absolvierte Gansel 1989 am Institut für Kultur- und Kunstwissenschaften der Akademie für Gesellschaftswissenschaften beim ZK der SED (AfG).
Lehr- und Forschungstätigkeiten übte er danach an der Pädagogischen Hochschule Neubrandenburg (1989–1991) und ab 1991 an der Ernst-Moritz-Arndt-Universität Greifswald (1991–1995) aus. Im November 1989 wurde er in den Vorstand der neu konstituierten Gesellschaft für Germanistik der DDR gewählt. Im Rahmen des Außerordentlichen Kongresses des Deutschen Schriftstellerverbandes der DDR (DSV) im März 1990 erfolgte seine Wahl in die Arbeitsgruppe zur Aufarbeitung der Geschichte des DSV. 1991 wurde er in die Geschichtskommission des Verbandes deutscher Schriftsteller (VS) gewählt, der er bis zum Abschluss der Arbeit 1997 angehörte. Im Juli 1992 wurde Gansel im Rahmen des Hochschulerneuerungsgesetzes (HEG) in die mitgliedschaftsrechtliche Stellung eines Professors laut Hochschulrahmengesetz (HRG, HRG-Professor) übergeleitet. Lehrstuhlvertretungen und Gastprofessuren führten ihn an die Universitäten in Bielefeld (1992) und Frankfurt am Main (1993). Von 1995 bis 2022 war er Professor für Neuere deutsche Literatur und Germanistische Literatur- und Mediendidaktik an der Justus-Liebig-Universität Gießen.
Gastprofessuren hatte Gansel an den Universitäten Zielona Góra (Polen), Calgary (Kanada), Havanna (Kuba) sowie an der Staatlichen Landesuniversität Moskau (Russland). 2017 war er Visiting Scholar an der Cornell University (USA). 2021 hatte er die Top-Global-Professur an der Keiō-Universität Tokyo (Japan) inne.

## Forschungsschwerpunkte
Die Schwerpunkte der Forschung von Carsten Gansel sind die Deutsche Literatur des 19. bis 21. Jahrhunderts, System- und Modernisierungstheorie, kulturwissenschaftliche Gedächtnisforschung, Medien- und Filmanalyse, Literaturkritik, Popkultur und Adoleszenzforschung, Evolution und Literatur sowie Narratologie.

## Mitgliedschaften
Gansel ist Mitglied des PEN-Zentrums Deutschland, des Verbandes deutscher Schriftstellerinnen und Schriftsteller (VS) und Vorsitzender der Jury zur Verleihung des Uwe-Johnson-Preises sowie des Uwe-Johnson-Förderpreises. Zudem ist er Vorsitzender des wissenschaftlichen Beirats der Arbeitsstelle für Lessing-Rezeption Kamenz und Gründungsmitglied des Internationalen Christa-Wolf-Zentrums (Forschungszentrum für deutsche und polnische Gegenwartsliteratur und -kultur). Er war im Dezember 1989 Mitbegründer der Mecklenburgischen Literaturgesellschaft, die sich in besonderem Maße dem Werk von Uwe Johnson verpflichtet fühlt. Seit 1992 ist er deren Vorsitzender. Zudem ist Gansel seit 2021 Vorsitzender der Christa-Wolf-Gesellschaft.

## Auszeichnungen
- 2012: Nominierung für den Diefenbaker Award in Kanada[1]
- 2017: Bundesverdienstkreuz
- 2024: Anneliese-Wagner-Preis für die Reimann-Biographie[9]

## Schriften
Gansel ist Autor von Monographien, Herausgaben, Editionen zur deutschen Literatur des 19. bis 21. Jahrhunderts. Er ist Mitherausgeber der wissenschaftlichen Reihen Deutschsprachige Gegenwartsliteratur und Medien (Vandenhoeck & Ruprecht), G.E. Lessing im kulturellen Gedächtnis (Vandenhoeck & Ruprecht), Internationales Uwe-Johnson-Forum (Peter Lang).

### Als Autor
Carsten Gansel hat mehr als 350 wissenschaftliche Aufsätze verfasst, die sich mit Autoren wie Gotthold Ephraim Lessing, Hermann Hesse, Erich Kästner, Hans Fallada, Johannes R. Becher, Erich Loest, Hans Werner Richter, Uwe Johnson, Christa Wolf, Brigitte Reimann, Günter Grass, Erwin Strittmatter oder Jenny Erpenbeck beschäftigen. Darüber hinaus hat er in Beiträgen unterschiedliche Literatursysteme untersucht, ist dem Verhältnis von Literatur und Gedächtnis nachgegangen oder hat sich auf der Grundlage der systemtheoretischen Arbeiten von Niklas Luhmann seit 2008 mit der Rolle von Störungen in Literatur- und Mediensystemen auseinandergesetzt.

### Monographien und Editionen
Carsten Gansel hat neben Monographien eine Reihe von Texteditionen verantwortet, über die Archivmaterial erschlossen und Autorenpoetiken einsehbar werden. So hat Gansel 2012 in einem russischen Archiv die Ur-Fassung von Heinrich Gerlachs Antikriegsroman Durchbruch bei Stalingrad (1945) wiedergefunden und 2016 bei Galiani (Berlin) herausgegeben. Die Entstehung wie der Verlust des Romans wird in Gansels nicht genügend zu rühmenden Nachwort zu diesem Band erläutert (fast ist es ein zweiter kleiner Roman).
- Ich bin so gierig nach Leben – Brigitte Reimann. Aufbau Verlag, Berlin 2023, ISBN 978-3-351-03964-6.
- Kind einer schwierigen Zeit. Otfried Preußlers frühe Jahre. Galiani, Berlin 2022, ISBN 978-3-86971-250-5.
- Meinst Du, die Russen wollen …? Ein Moskauer Tagebuch. Nordkurier Mediengruppe, Neubrandenburg, 2018, ISBN 978-3-946599-49-4.
- Literatur im Dialog. Gespräche mit Autorinnen und Autoren 1989–2014. Herausgegeben und mit einer Einleitung von Norman Ächtler. Verbrecher Verlag, Berlin 2015, ISBN 978-3-95732-117-6.
- mit Birka Siwczyk (Hrsg.): Gotthold Ephraim Lessings ‚Emilia Galotti‘ im Kulturraum Schule (1830–1914). Vandenhoeck & Ruprecht, Göttingen 2015, ISBN 978-3-8471-0383-7.
- mit Birka Siwczyk (Hrsg.): Gotthold Ephraim Lessings ‚Minna von Barnhelm’ im Kulturraum Schule (1830–1914) (= Gotthold Ephraim Lessing im Kulturellen Gedächtnis – Materialien zur Rezeptionsgeschichte. Band 2). Vandenhoeck & Ruprecht, Göttingen 2011, ISBN 978-3-89971-600-9.
- mit Roswitha Budeus-Budde: Zwischen didaktischem Auftrag und grenzüberschreitender Aufstörung? Zu aktuellen Entwicklungen in der deutschsprachigen Kinder- und Jugendliteratur. Universitätsverlag Winter, Heidelberg 2012, ISBN 978-3-8253-5944-7
- Erinnerung als Aufgabe? Dokumentation des II. und III. Schriftstellerkongresses in der DDR 1950 und 1952 (= Formen der Erinnerung. 31). Vandenhoeck & Ruprecht, Göttingen 2008, ISBN 978-3-89971-585-9.
- mit Birka Siwczyk: Gotthold Ephraim Lessings „Nathan der Weise“ im Kulturraum Schule (1830–1914) (= Gotthold Ephraim Lessing im kulturellen Gedächtnis. Band 1). Vandenhoeck & Ruprecht, Göttingen 2008, ISBN 978-3-89971-522-4.
- Brigitte Reimann: Hunger auf Leben. Eine Auswahl aus den Tagebüchern 1955–1970 mit einem Brief an eine Freundin. Aufbau Verlag, Berlin 2004, ISBN 3-7466-2036-8. (Mit Fotos aus dem Film „Hunger auf Leben“)
- Brigitte Reimann. Tagebücher 1955–1970. Eine Auswahl für junge Leser. Aufbau-Verlag, Berlin 2003, ISBN 3-7466-1902-5.
- Metamorphosen eines Dichters: Johannes R. Becher. Expressionist, Bohemien, Funktionär. 1910–1945. Texte, Briefe, Dokumente. Aufbau Verlag, Berlin/Weimar 1992, ISBN 3-7466-0160-6.
- Der gespaltene Dichter. Johannes R. Becher. Gedichte, Briefe, Dokumente. 1945–1958. Aufbau-Verlag, Berlin/Weimar 1991, ISBN 3-7466-0041-3.[10]
- Moderne Kinder- und Jugendliteratur. Ein Praxishandbuch für den Unterricht. 5. Aufl. Cornelsen-Scriptor, Berlin 2014, ISBN 978-3-589-22927-7. (EA Berlin 1999)
- Parlament des Geistes? Literatur zwischen Hoffnung und Repression (1945–1961). BasisDruck, Berlin 1996, ISBN 3-86163-067-2.
- Tendenzen der antikommunistischen Wertung der sozialistischen Nationalliteratur der DDR in der BRD, ihre Reflexion im Deutschunterricht der BRD als einem Bestandteil der Politischen Bildung der Schuljugend. Dissertation A. 2 Bände. Pädagogische Hochschule Güstrow, 1981.
- Zur Rolle des Phantastischen als Mittel realistischer Wirklichkeitserkundung und -wertung im Literaturprozess der DDR und bei ausgewählten Autoren im Zeitraum zwischen 1949 und 1988. Traditionen, Tendenzen, Varianten und Funktionen. Dissertation. B. Akad. für Gesellschaftswiss. beim ZK d. SED, Berlin 1989.

### Als Herausgeber (Auswahl)
Carsten Gansel hat mehr als 70 Publikationen verantwortet, die der Literatur des 19. bis 21. Jahrhunderts gewidmet sind und ausgewählten Fragen der Theorie der Literatur nachgehen. Darüber hinaus ist er Autor und Mitherausgeber von Lehrwerken für den gymnasialen Deutschunterricht, die im Cornelsen Verlag erschienen sind („Deutsch plus“).
- Heinrich Gerlach: Odyssee in Rot. Herausgegeben, mit einem Nachwort und dokumentarischem Material versehen von Carsten Gansel. Galiani Verlag, Berlin 2017, ISBN 978-3-86971-144-7.
- Heinrich Gerlach: Durchbruch bei Stalingrad. Herausgegeben, mit einem Nachwort und dokumentarischem Material versehen von Carsten Gansel. Galiani Verlag, Berlin 2016, ISBN 978-3-86971-121-8.
- mit Therese Hörnigk (Hrsg.): Zwischen Moskauer Novelle und Stadt der Engel. Neue Perspektiven auf das Lebenswerk von Christa Wolf. vbb, Berlin 2015, ISBN 978-3-945256-27-5.
- mit Monika Wolting: Deutschland- und Polenbilder in der Literatur nach 1989 (= Deutschsprachige Gegenwartsliteratur und Medien. Band 16). Vandenhoeck & Ruprecht, Göttingen 2015, ISBN 978-3-8471-0459-9.
- mit Markus Joch, Monika Wolting: Zwischen Erinnerung und Fremdheit. Entwicklungen in der deutschen und polnischen Literatur nach 1989 (= Deutschsprachige Gegenwartsliteratur und Medien. Band 15). Vandenhoeck & Ruprecht, Göttingen 2015, ISBN 978-3-8471-0382-0.
- mit Lutz Schumacher, Markus Frank: Mutmassungen. Uwe Johnson und die Gegenwartsliteratur. Zwanzig Jahre Uwe-Johnson-Preis. verlag für berlin-brandenburg, Berlin 2014, ISBN 978-3-945256-21-3.
- Störungen in Literatur und Medien (= Mitteilungen des Deutschen Germanistenverbandes. Heft 4/2014). Göttingen 2014.
- mit Sonja Klocke: Christa Wolf. Im Strom der Erinnerung. Vandenhoeck & Ruprecht, Göttingen 2014, ISBN 978-3-8471-0249-6.
- mit Norman Ächter: Das „Prinzip Störung“ in den Geistes- und Sozialwissenschaften (= Studien und Texte zur Sozialgeschichte der Literatur. Band 133). De Gruyter, Berlin 2013, ISBN 978-3-11-031298-0.
- mit Matthias Braun: Es geht um Erwin Strittmatter oder Vom Streit um die Erinnerung (= Deutschsprachige Gegenwartsliterat und Medien. Band 11). Vandenhoeck & Ruprecht, Göttingen 2012, ISBN 978-3-89971-997-0.
- mit Dirk Vanderbeke: Telling Stories. Literature and Evolution = Geschichten erzählen. Literatur und Evolution (= Spectrum Wissenschaft. Band 26). De Gruyter, Berlin 2012, ISBN 978-3-11-026859-1.
- mit Werner Nell: „Es sind alles Geschichten aus meinem Leben.“ Hans Werner Richter als Erzähler und Zeitzeuge, Netzwerker und Autor (= Philologische Studien und Quellen. Band 229). Erich Schmidt, Berlin 2011, ISBN 978-3-503-12258-5.
- mit Norman Ächtler: Ikonographie des Terrors? Formen ästhetischer Erinnerung an den Terrorismus in der Bundesrepublik 1978–2008. Winter, Heidelberg 2010.
- mit Werner Liersch: Hans Fallada und die literarische Moderne (= Deutschsprachige Gegenwartsliteratur und Medien. Band 6). Vandenhoeck & Ruprecht, Göttingen 2009, ISBN 978-3-89971-689-4.
- Rhetorik der Erinnerung. Gedächtnis und Literatur in den „geschlossenen Gesellschaften“ des Real-Sozialismus zwischen 1945 und 1989 (= Deutschsprachige Gegenwartsliteratur und Medien. Band 1). Vandenhoeck & Ruprecht, Göttingen 2009, ISBN 978-3-89971-543-9.
- Gedächtnis und Literatur in den „geschlossenen Gesellschaften“ des Real-Sozialismus zwischen 1945 und 1989 (= Formen der Erinnerung. Band 29). Vandenhoeck & Ruprecht, Göttingen 2007, ISBN 978-3-89971-348-0.
- … Biographie ist unwiderruflich …: Materialien des Kolloquiums zum Werk Uwe Johnsons im Dezember 1990 in Neubrandenburg. Peter Lang, Frankfurt am Main 1992, ISBN 3-631-44100-2.

### Audio
- Verschollen und wiederentdeckt. Heinrich Gerlachs Stalingrad-Roman. SWR-Beitrag.[12]
- Durchbruch bei Stalingrad. aspekte.[13]
- Unter Hypnose zurück nach Stalingrad. Deutschlandradio Kultur[14]